# Webuye
Webuye ist eine Industriestadt im Bungoma County in Kenia. Webuye liegt an der A 104. Durch die Stadt fließt der Nzoia, außerhalb von Webuye liegen die Broderick Falls, die früher namensgebend für die Stadt waren.

## Industrie
In Webuye sind Betriebe der Chemieindustrie und Zuckerfabriken angesiedelt. Der größte Arbeitgeber war die 1970 eröffnete Pan African Paper Mills, die 2000 Menschen beschäftigte. Im Februar 2009 wurde die Fabrik geschlossen, Webuye verliert seitdem zunehmend Einwohner, die Kriminalitätsrate steigt an.

## Infrastruktur
Neben einigen Schulen befindet sich seit 2005 das Kenya Medical Training College in Webuye. Neben dem Webuye District Hospital gibt noch ein Gesundheitszentrum.
Das Bistum Bungoma der römisch-katholischen Kirche unterhält in Webuye eine Schule für Gehörlose, die St. Anthony’s School.